# 类青新园蛛
类青新园蛛（学名：Neoscona scylloides），又名黃邊綠姬鬼蛛、擬青新圓蛛，为园蛛科新园蛛属的动物。分布于日本、台湾岛以及中国大陆的湖南、江西、湖北、安徽、浙江、山东、山西、四川、福建等地，常生活于树林以及果园。该物种的模式产地在日本。